# Skagaströnd
Skagaströnd és un municipi i alhora una població d'Islàndia a la regió de Norðurland vestra. Oficialment s'anomena Sveitarfélagið Skagaströnd des del primer de setembre de 2007 per distingir-lo de la població del mateix nom. Té una extensió de 52,7 km² i una població de 1.184 habitants a primer de gener de 2025. Anteriorment s'havia anomenat Höfðakaupstaður.
L'única població del municipi és Skagaströnd, un centre de comerç des del segle xv, encara que en les sagues es tenen notícies de la regió des de molt abans.

## Etimologia
El nom Skagaströnd es tradueix com a "Costa de Skagi" o, literalment, "Costa de la Península", de l'islandès skagi, que significa "península" —que també serveix com a nom propi de la península on es troba el municipi— i strönd que significa "costa, platja, riba". Skagaströnd es referia originalment a tota la costa que s'estenia des de l'extrem nord de la península de Skagi fins a la desembocadura del Laxá í Refasveit (també anomenat Laxá-Ytri), un petit riu que desemboca al Húnaflói a 8 km al nord de la població de Blönduós. La zona històricament va acollir diversos verstöðvar (llocs de pesca tradicionals i llocs d'amarratge comunals). Avui dia, el nom de Skagaströnd s'utilitza més sovint per referir-se a la població i al municipi, encara que també l'utilitzen per referir-se a la zona costanera tradicional.

## Ciutats agermanades
Skagaströnd manté una relació d'agermanament amb les següents ciutats:
- Lohja (Finlàndia)
- Växjö (Suècia)